# Stop Huntingdon Animal Cruelty
Stop Huntingdon Animal Cruelty (SHAC, «Остановите жестокость к животным в Хантингдоне») — всемирная кампания активистов борьбы за права животных против научно-исследовательской компании Huntingdon Life Sciences (HLS) и компаний, ощутимо их поддерживающих.
Кампания SHAC объединила людей из многих стран в действиях против вивисекции. Защитники животных смогли добиться того, что HLS потеряла около ста своих клиентов, а стоимость её акций резко упала. В 2005 году Нью-йоркская фондовая биржа (NYSE) впервые в истории отменила торговлю акциями компании, против которой велась общественная борьба.

## SHAC в России
В марте 2006 года кампания SHAC была впервые поддержана в Москве — это выразилось акцией протеста перед офисом компании Astellas Pharma. Защитники животных устраивали акции протеста перед офисами компаний поддерживающих сотрудничество с Huntingdon Life Sciences с требованием прекратить это сотрудничество.